# تاتهیل (داکوتای جنوبی)
تاتهیل، داکوتای جنوبی (به انگلیسی: Tuthill, South Dakota) یک منطقهٔ مسکونی در ایالات متحده آمریکا است که در داکوتای جنوبی واقع شده‌است.